# Доска для плавания

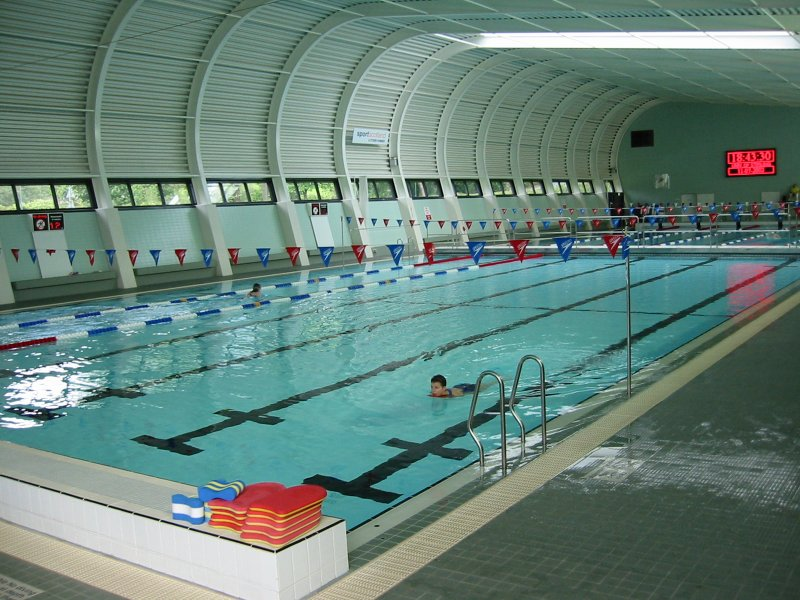
Бассейн в Шотландии. На бортике лежат колобашки (синие) и доски для плавания (красные).

Доска для плавания, плавательная доска (англ. Kickboard, Swimming board) — приспособление для плавания, представляющее собой поплавок обычно плоской прямоугольной формы со скруглениями для уменьшения сопротивления воды. Предназначена для удержания верхней части туловища и рук на поверхности воды для отрабатывания техники движения ногами.
Существует два основных приема удержания доски для плавания — дальний хват и ближний хват. При дальнем хвате пловец держится за заднюю часть доски, а при ближнем — за переднюю. Ближний хват используется чаще всего, так как предплечья лежат на доске, что позволяет держать плечи расслабленными.